# Бологое (озеро)

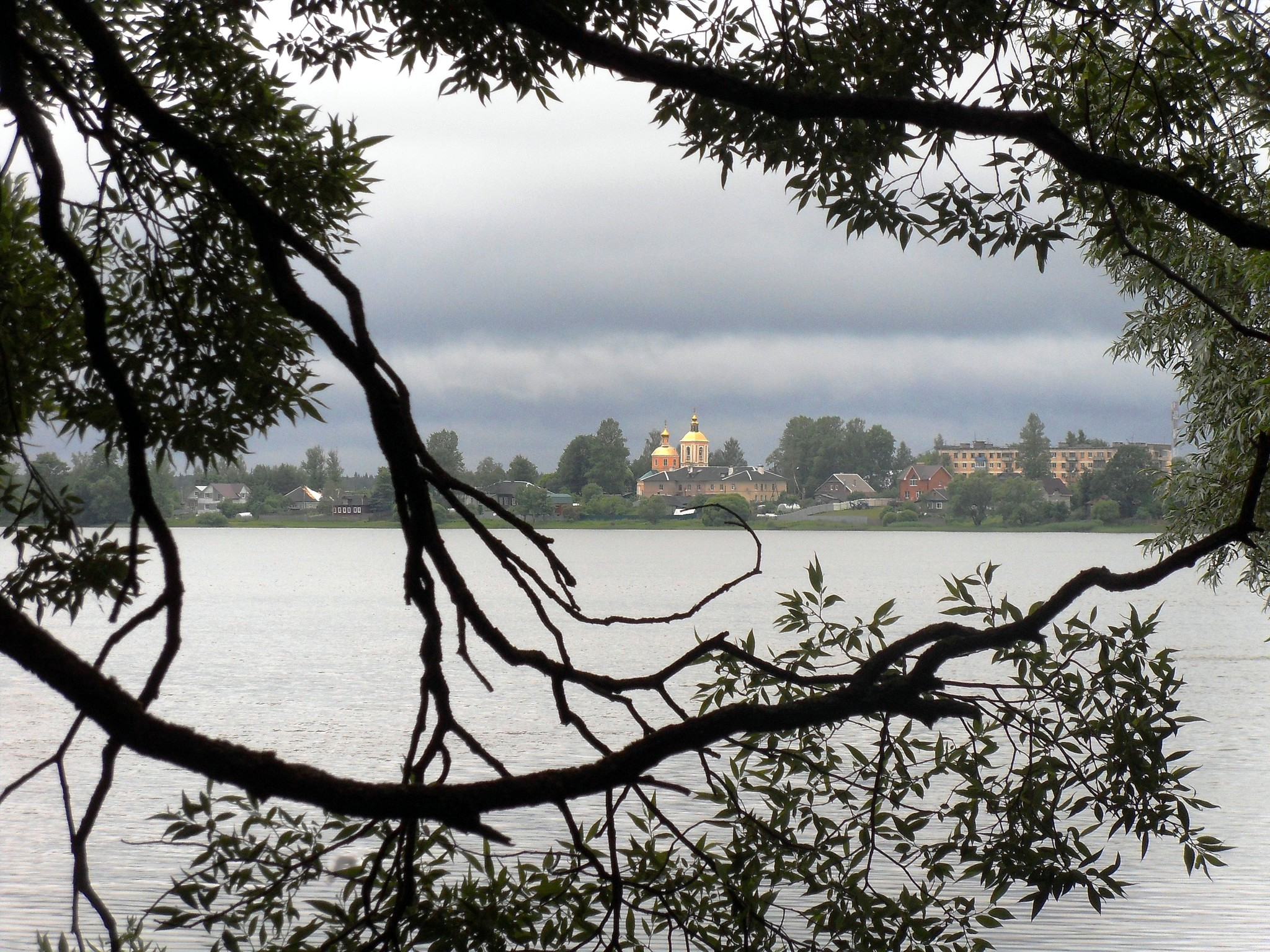
Озеро Бологое

Болого́е (Бологовское) — озеро в Тверской области России, на Валдайской возвышенности. Площадь — 7,87 км², длина — 7,5 км, ширина до 3 км. Площадь водосборного бассейна — 133 км². Длина береговой линии озера — 28,2 километра, высота над уровнем моря — 172 метра. Средняя глубина 3,0 метра, наибольшая — 4,3 метра.
Озеро Бологое — городской водоём, по его берегам расположен город Бологое. В озеро впадает несколько небольших речек; вытекает небольшая речка Нефтянка (в которую впадает речка из озера Огрызковское), впадающая в Коломенку (бассейн Мсты). Исток Нефтянки в северной части озера.
Озеро имеет сложную форму, в основном вытянуто с севера на юг, в южной части озеро образует длинный залив с сильно заболоченными берегами, постепенно переходящий в озеро Глубочиха. Происхождение — ложбинное. Берега в северной части сухие, городские кварталы в нескольких местах подходят прямо к линии воды. В южной части озера — берега низкие и заболоченные.
Озеро загрязнено городскими и промышленными отходами в черте города.
В чистой части озера располагаются 2 туристические базы отдыха.
В 1879 году на берегу озера Бологое археолог П. А. Путятин совместно с археологом и художником Н. Рерихом обнаружили неолитическую стоянку первобытного человека. Главной археологической ценностью на Бологовской стоянке явился череп собаки (Canis familiaris putiatini, Studer) возрастом 6—10 тыс. лет. Данная находка получила название «собака Путятина». Череп по строению близок к черепу динго.